# William ap Thomas

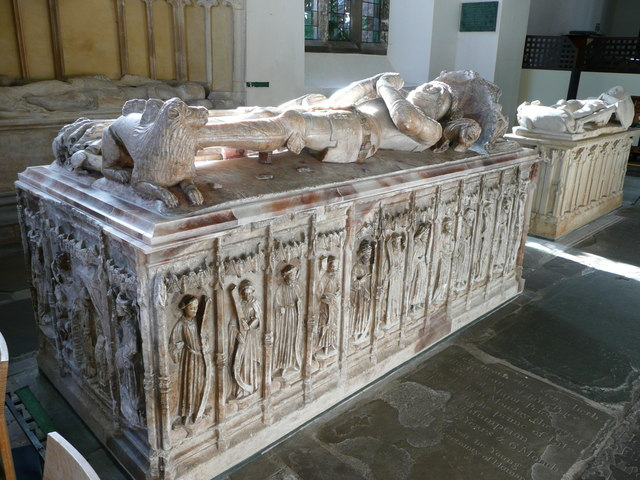
Grab von William ap Thomas in der Kirche St. Mary in Abergavenny

Sir William ap Thomas († 1445 in London), auch Sir William Herbert of Raglan oder auf Walisisch Margoah Glas oder Gumrhi genannt, war ein walisischer Adliger. Er war der Erbauer von Raglan Castle.

## Herkunft
William ap Thomas entstammte der Familie Herbert, die zum niederen walisischen Adel gehörte, sich aber auf normannische Abstammung berief. Die Familie besaß umfangreichen Grundbesitz in Südostwales, sein Vater war Thomas Gwillim ap Jenkin.

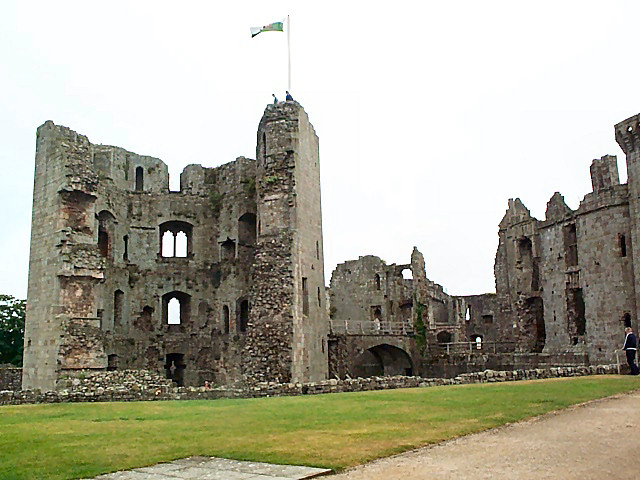
Raglan Castle, links die Ruine des von William ap Thomas erbauten Great Tower

## Leben
William heiratete kurz nach 1406 Elizabeth Bloet, die Witwe von James Berkeley. Elizabeths Witwensitz war Raglan Castle. 1415 nahm er am Feldzug König Heinrichs V. nach Frankreich teil, kämpfte in der Schlacht von Agincourt und wurde zum Knight Banneret erhoben. Als seine Frau 1420 starb, behielt William ap Thomas Raglan Castle als Pächter seines Stiefsohns James Berkeley, 1. Baron Berkeley. 1425 übergab ihm sein Stiefsohn die Burg auf Lebenszeit. 1421 wurde er für den Duke of York Verwalter der Herrschaft Abergavenny.
In zweiter Ehe heiratete William ap Thomas um 1422 eine weitere reiche Erbin, Gwladus, die Tochter von Dafydd Gam und Witwe von Roger Vaughan, die beide bei Agincourt gefallen waren. 1426 wurde William ap Thomas von Heinrich VI. zum Knight Bachelor geschlagen und als Y marchog glas o Went (dt.: Blauer Ritter von Gwent) bekannt. 1432 war er wohlhabend genug geworden, um Raglan Castle für 667 Pfund zu kaufen. Er ließ vermutlich den Großteil des alten Herrenhauses abreißen und begann mit dem großartigen Neubau der Burg. Nachdem er bereits 1431 Steward von Usk Castle geworden war, wurde er 1435 Sheriff von Cardiganshire und Carmarthenshire, dazu wurde er 1440 Sheriff von Glamorgan. Er war der führende Unterstützer des Duke of York in Wales und wurde 1442 oder 1443 zum Hauptverwalter der walisischen Besitzungen des Duke of York ernannt.
William ap Thomas wurde in der Benediktinerpriorei St. Mary in Abergavenny begraben.

## Nachkommen
Aus seiner Ehe mit Gwladus hatte er zwei Söhne:
- William Herbert, 1. Earl of Pembroke
- Richard Herbert of Coldbrook